# Duel

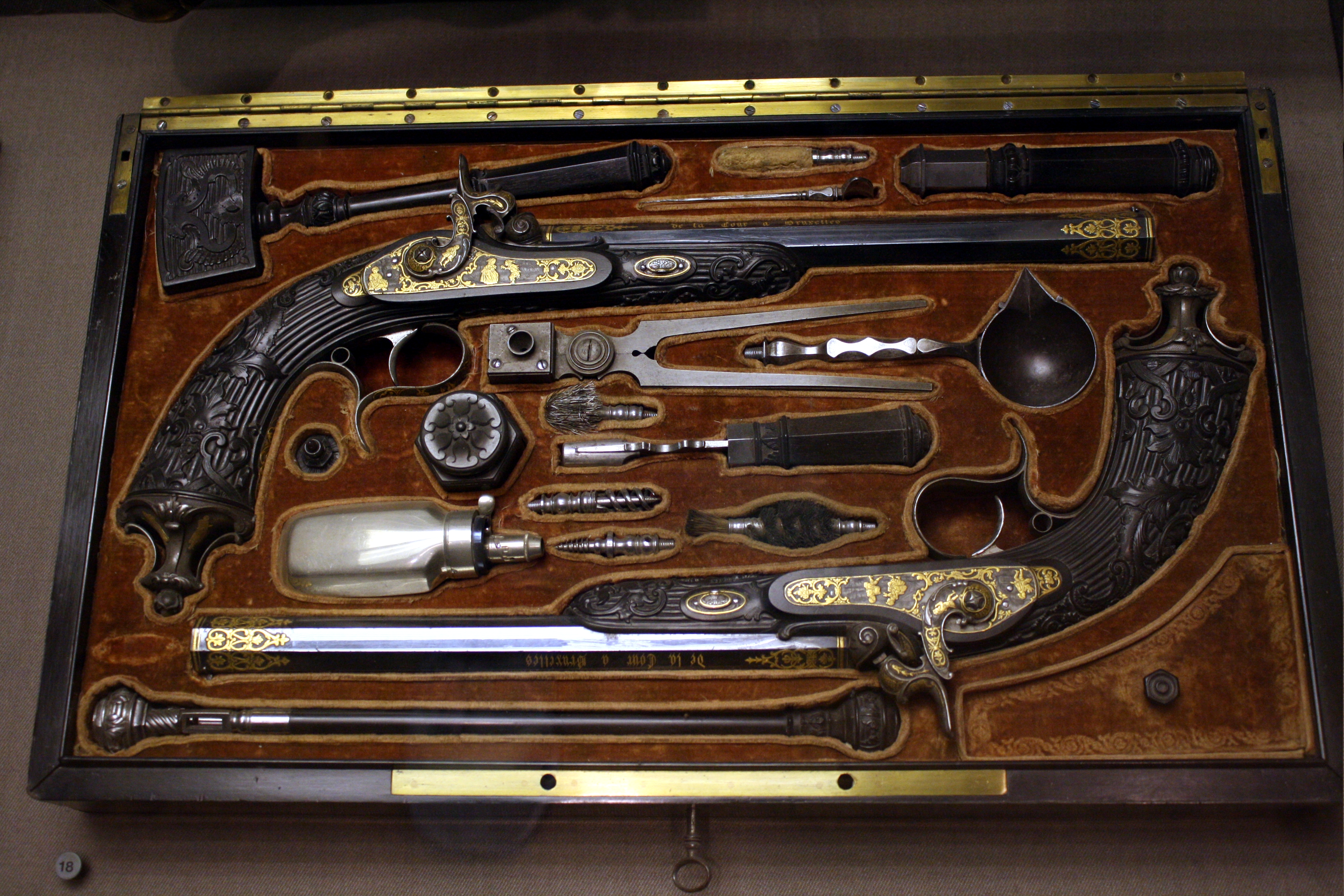
Pistoale de duel originale

Duel (în latină duellum) este o luptă între doi adversari, care folosesc aceleași arme și au șanse egale de a-l ucide pe celălalt. Cauza unui duel în trecut era de cele mai multe ori apărarea onoarei rănite. Duelul avea reguli tradiționale bine stabilite, dar astăzi această luptă este interzisă în aproape toate țările.

## Istoric
Originea istorică a duelului provine din lumea antică (în Iliada, duelul dintre Menelau și Paris). La vechii germani, se considera că rezultatul duelului dintre doi combatanți era hotărât de zei. În Evul Mediu rezultatul luptei dintre doi cavaleri era considerat ca o sentință judecătorească. Mai târziu rezolvarea conflictului printr-un duel a fost preluat într-o formă nouă în secolul XV de Spania, Italia și Franța, care s-a extins apoi în toată Europa, rezultatul duelului fiind acceptat ca o hotărâre divină. Între secolele XVI și XVII duelul era la modă; numai în Franța au murit între anii 1594 și 1610 de pe urma unui duel circa opt mii de nobili sau ofițeri. Se spune că baronul François de Montmorency-Bouteville (1600-1627) ar fi omorât în duel 40 de adversari. Pe când în Anglia duelul era interzis de pe la mijlocul secolului XIX, în Europa a fost practicat până la începutul secolului XX. 
Scopul duelului era obținerea unei așa numite „Satisfacții” pentru a salva „Onoarea pătată” în urma unei jigniri. Victoria unuia din ei de fapt nu era considerată de societate importantă ci faptul că cei doi combatanți care acceptau duelul erau considerați „bărbați de onoare”, care riscau de a fi răniți sau omorâți. Nu toți aveau acest privilegiu de a participa la un duel, ci la acest ritual de a se putea duela cu arme luau parte de obicei nobili, ofițeri sau studenți. Apariția burgheziei prin secolului XIX a făcut ca și aceștia să înceapă să aparțină de așa numita „elită a societății” și să aibă dreptul de a participa la duel ca martori sau combatanți.
Duelurile judiciare constituiau o formă de reglementare a unor cauze civile sau penale. Organizate în fața regelui sau a reginei, a judelui curții regale sau a congregației nobiliare, acestea presupuneau, de obicei, angajarea unor luptători plătiți.

## Desfășurarea duelului
În secolele XVII-XIX duelul se defășura după reguli bine stabilite, care erau precizate în „Code Duello” din 1777, sau „Essai sur le duel“ a contelui „Comte de Chateauvillard” din 1836. De asemenea, în Ungaria existau „Regulile de duelare” ale lui Franz von Bolgár (Budapesta 1880, 7. ediția Viena 1903).
Jignirea
Jignirea era totdeauna factorul care provoca duelul, aceasta fiind considerată ca o problemă de onoare care treuie rezolvată de bărbat. Jignirea putea fi verbală, prin ironie, dispreț, bârfă la adresa celuilalt, sau a unui membru al familiei, dar și o legătură sexuală extraconjugală. Jignirile puteau fi grave, ca o palmă, care nu sufereau amânare sau iertare, sau jigniri minore, la care era suficientă o scuză pentru aplanarea conflictului.
Provocarea la duel
Cel jignit chema la duel persoana care l-a jignit, și cerea să numească pe cei doi secundanți care vor participa ca martori la duel, care erau prieteni sau membri de familie. Duelul trebuia să aibă loc la cel târziu 24 de ore de la provocare, între timp secundanții încercând rezolvarea pe cale pașnică a incidentului sau să se determine ce arme vor fi folosite, pistol sau spadă. Folosirea altor arme necesita consimțământul celor doi combatanți. 
Pregătirea
Datorită faptului că duelul era oficial interzis, se căuta ținerea duelului în secret, acesta având loc frecvent dimineața devreme, în locuri izolate. În afară de secundanți, la locul duelului mai erau un medic și, eventual, o persoană neutră care supraveghea dacă secundanții respectă regulile duelului.
Duelul
Desfășurarea duelului era hotărâtă de gradul de jignire. În cazul folosirii pistolului, erau diferențe între numărul de împușcături (1, 2 sau 3), distanța de tragere care era între 15 și 100 de m (frecvent ca. 11–74 m). La duelul cu sabia era stabilit dacă se oprește duelul când unul dintre duelanți sângerează sau până când este incapabil să continue lupta. Erau cazuri extreme de „fair play” când ambii combatanți ținteau dinadins cu arma alături, când numai unul din pistoale era încărcat, sau când condițiile erau mai severe și se duelau până la moarte.